# MI5
Служба безпеки, також відома як MI5 (військова розвідка, відділ 5), — це внутрішня контррозвідка та агентство безпеки Сполученого Королівства, яке є частиною його розвідувального механізму разом із Секретною розвідувальною службою (MI6), штаб-квартирою урядового зв'язку (GCHQ) і оборонної розвідки (DI). Службою MI5 керує Об'єднаний розвідувальний комітет (JIC), і служба підпорядковується Закону про службу безпеки 1989 року. Служба спрямована на захист британської парламентської демократії та економічних інтересів, а також на боротьбу з тероризмом і шпигунством у Сполученому Королівстві (Велика Британія).
У середовищі держаслужбовців служба розмовно відома як Box, або Box 500, за офіційною адресою військового часу PO Box 500; його поточна адреса PO Box 3255, London SW1P 1AE.

## Організація
Служба безпеки підпорядкована міністру внутрішніх справ у Кабінеті міністрів. Службу очолює Генеральний директор (DG) на рівні Постійного секретаря державної служби, який безпосередньо підтримується організацією внутрішньої безпеки, секретаріатом, відділом юридичних консультацій та відділом інформаційних послуг. За оперативну діяльність служби відповідає заступник генерального директора, який відповідає за чотири відділення; міжнародна боротьба з тероризмом, дорадчий центр національної безпеки (протидія розповсюдженню зброї масового знищення та протидія шпигунству), ірландська та внутрішня боротьба з тероризмом, а також технічні операції та операції спостереження.
Службою керує Об'єднаний розвідувальний комітет щодо оперативних пріоритетів розвідки. Він підтримує зв'язок із SIS, GCHQ, DI та низкою інших органів британського уряду та промислової бази. Його контролює Комітет з питань розвідки та безпеки членів парламенту, які безпосередньо призначаються Прем'єр-міністром, і Уповноваженим зі слідчих повноважень. Судовий нагляд за діяльністю служби здійснює Трибунал слідчих повноважень .

Робота служби має бути пропорційною та відповідати британському законодавству, зокрема Закону про регулювання повноважень щодо проведення слідчих дій 2000 року, Закону про повноваження щодо проведення слідчих дій 2016 року, Закону про захист даних 2018 року та інших законодавчих актів. Інформація, що зберігається службою, звільняється від розголошення відповідно до розділу 23 Закону про свободу інформації 2000 року.
Усі працівники служби зобов'язані дотримуватися Закону про державну таємницю. За певних обставин офіцери, які працюють з агентами або інформаторами, можуть дозволити їм здійснювати діяльність, яка інакше була б злочинною у Сполученому Королівстві. Служба безпеки «уповноважена розслідувати будь-яку особу або рух, які можуть загрожувати… безпеці» Сполученого Королівства.
Поточний генеральний директор — Кен Маккаллум, який змінив Ендрю Паркера у квітні 2020 року
У 2009 році служба відзначила своє сторіччя, опублікувавши офіційну історію під назвою «Захист Королівства: авторизована історія МІ-5», написану Крістофером Ендрю, професором сучасної історії Кембриджського університету.
Члени Служби безпеки щорічно відзначаються королем Чарльзом III на нагородах розвідувального співтовариства принца Уельського в Сент-Джеймському палаці або Кларенс-хаусі разом із співробітниками Секретної розвідувальної служби (MI6) і GCHQ . Нагороди та подяки присуджуються командам агентств, а також окремим особам.

## Історія

### Рані роки
Служба безпеки є похідною від Бюро секретної служби, заснованого в 1909 році, яке спочатку зосереджувалося на діяльності імперського уряду Німеччини як спільна ініціатива Адміралтейства та військового відомства. Спочатку Бюро було розділене на військово-морську та армійську секції, які з часом спеціалізувалися відповідно на шпигунстві за кордоном і внутрішній контррозвідувальній діяльності. Попередня спеціалізація була результатом зростаючого інтересу Адміралтейства, у той час, до розвідки щодо флоту Німецького імперського флоту . Цей поділ був офіційно оформлений, як окремі внутрішні та іноземні секції, до початку Першої світової війни . Після ряду адміністративних змін домашній відділ став називатися Управлінням військової розвідки, Розділ 5 і абревіатурою MI5: під такою назвою він досі відомий у масовій культурі. (Іноземний/морський відділ Бюро Секретної служби мав стати основою пізнішої Секретної розвідувальної служби або MI6.)
Головою-засновником армійської секції був Вернон Келл з полку Південного Стаффордширу, який залишався на цій посаді до початку Другої світової війни . Його роль спочатку була досить обмеженою; існує виключно для забезпечення національної безпеки шляхом контршпигунства. Маючи невеликий штат і працюючи разом із Спеціальним відділом столичної поліції, служба відповідала за загальне керівництво та ідентифікацію іноземних агентів, тоді як Спеціальний відділ надавав персонал для розслідування їхніх справ, арешту та допиту.
Наступного дня після оголошення Першої світової війни міністр внутрішніх справ Реджинальд Маккенна оголосив, що «протягом останніх двадцяти чотирьох годин не менше двадцяти одного шпигуна або підозрюваних шпигунів було заарештовано в різних місцях по всій країні. країни, головним чином у важливих військових або військово-морських центрах, деякі з них давно відомі владі як шпигуни».
Ці арешти спровокували останні історичні суперечки. Згідно з офіційною історією MI5, фактична кількість ідентифікованих агентів становила 22 і 29 липня, Келл почав надсилати листи до місцевої поліції, завчасно попереджаючи їх про арешти, які мають бути здійснені, як тільки буде оголошено війну. Поліцейські служби Портсмута взялися за зброю та заарештували одного 3 серпня, і не всі з 22 були під вартою до того часу, коли Маккенна виступив зі своєю промовою, але офіційна історія розглядає цей інцидент як нищівний удар по імперській Німеччині, яка позбавила їх права всю шпигунську групу, і особливо засмутили кайзера.

### Міжвоєнний період
Протягом решти 1910-х і 1920-х років MI5 демонструвала стабільний успіх у своїй основній контррозвідувальній ролі. Протягом Першої світової війни Німеччина постійно намагалася проникнути до Британії, але MI5 змогла ідентифікувати більшість, якщо не всіх, відправлених агентів. MI5 використовувала метод, який залежав від суворого контролю в'їзду та виїзду в країну та, що важливо, широкомасштабної перевірки пошти. У повоєнні роки увагу звернули на спроби Радянського Союзу та Комінтерну таємно підтримати революційну діяльність у Великій Британії. Експертиза MI5 у поєднанні з ранньою некомпетентністю Радянського Союзу означала, що бюро успішно правильно ідентифікувало та пильно спостерігало за цією діяльністю.
Тим часом роль MI5 значно зросла. Через шпигунську істерію MI5 сформувалася з набагато більшими ресурсами, ніж насправді було потрібно для відстеження німецьких шпигунів. Як це зазвичай буває в урядовій бюрократії, це змусило службу розширити свою роль, щоб використовувати свої вільні ресурси. Під час війни MI5 отримала багато додаткових обов'язків. Найголовніше те, що його сувора контррозвідувальна роль значно розмилася. Воно набуло значно більшої політичної ролі, включаючи стеження не лише за іноземними агентами, а й за пацифістськими та антипризовними організаціями, а також за організованими робітниками . Це було виправдано посиланням на загальну думку про те, що в основі цих організацій лежить іноземний вплив. Таким чином, до кінця Першої світової війни MI5 була повноцінною слідчою силою (хоча вона ніколи не мала повноважень арешту), крім того, що була контррозвідувальним агентством. Розширення цієї ролі продовжувалося після короткої повоєнної боротьби за владу з головою Спеціального відділення сером Безілом Томсоном.

Після Першої світової війни економічні політики вважали відділ Келла непотрібним. У 1919 році бюджет MI5 скоротили зі 100 000 фунтів стерлінгів до лише 35 000 фунтів стерлінгів, а її штат з понад 800 офіцерів скоротився лише до 12. У той же час сер Безіл Томсон зі спеціального відділу був призначений директором внутрішньої розвідки, керуючи всіма внутрішніми розслідуваннями проти повстанців і контррозвідки. Отже, як зазначив офіційний історик MI5 Крістофер Ендрю у своїй офіційній історії Defense of the Realm (2010), MI5 не мала чітко визначеної ролі в англо-ірландській війні 1919—1921 років. Щоб ще більше погіршити ситуацію, кілька офіцерів Келла перейшли до нового агентства Томсона, Управління внутрішньої розвідки. Таким чином, під час Війни за незалежність Ірландії MI5 не проводила жодних відчутних розвідувальних операцій. MI5 справді провела підготовку офіцерів британської армії з Департаменту військової розвідки (DMI) для так званої «тихої частини» армії, також відомої як M04(x). Швидко навчені ветеранами МІ5 у казармах Гаунслоу поблизу Лондона, ці новоспечені офіцери армії M04(x) були відправлені в Дублін навесні 1919 року. Згодом 175 офіцерів пройшли навчання та були направлені до Ірландії. В Ірландії вони підпорядковувалися генералу Сесілу Ромеру та його заступнику, підполковнику Стівену Серлу Гілл-Діллону.

У квітні 1919 року полковник Уолтер Вілсон з Департаменту військової розвідки прибув до Дубліна, щоб взяти на себе повсякденне керівництво цими 175 офіцерами армійської розвідки, і підрозділ було призначено як «Дублінський окружний спеціальний відділ» (DMI/ MO4(x)/DDSB), оскільки він діяв виключно в межах Дублінського військового округу армії. Полковник Королівської морської піхоти Х'ю Монтгомері з Департаменту військово-морської розвідки також був відряджений до штабу розвідки Ромера в цей час.
Звіти британської армії про завершення бойових дій і сучасні звіти свідчать про те, що M04(x)/DDSB деякі вважали дуже аматорським обладнанням. Серйозні обмеження щодо прикриття в поєднанні зі зловживанням алкоголем і соціальними контактами з місцевими повіями свідчать про крах кількох із цих шукачів-любителів.
Незважаючи на ці недоліки, не MI5, а один із агентів Безіла Томсона, Джон Чарльз Бірнс, подвійний агент ІРА, ідентифікував Майкла Коллінза та був близький до того, щоб організувати його захоплення. IRA ідентифікувала Бірнса як британського шпигуна та вбила його в березні 1920 року
У підрозділ проникла розвідка Ірландської республіканської армії Майкла Коллінза. Використовуючи детективів DMP Неда Броя та Девіда Неллігана, Майкл Коллінз зміг дізнатися імена та житло агентів M04(x), яких оперативники IRA називають «Каїрською бандою». У Криваву неділю 1920 року Коллінз наказав своєму підрозділу контррозвідки The Squad вбити 25 агентів M04(x), кількох офіцерів британських військових судів, принаймні одного агента, який підпорядковувався Безілу Томсону, і кількох офіцерів розвідки, прикріплених до Королівського королівства. Допоміжний відділ ірландської поліції, у своїх помешканнях по всьому Дубліну.

Хоча розстріл 14 британських офіцерів мав бажаний вплив на моральний стан британців, багато в чому Кривава неділя була невдалою роботою. Трьох людей Коллінза було затримано після перестрілки на вулиці, і принаймні двоє поранених британських офіцерів не мали ніякого відношення до британської розвідки. Крім того, оскільки MO4(x) виділила загалом 175 агентів DDSB, операція Коллінза лише тимчасово сповільнила британський імпульс. Протягом кількох днів 160 агентів M04(x), що залишилися, були відновлені в безпечних приміщеннях в готелях Дубліна, де вони продовжували невпинно переслідувати Коллінза та ІРА аж до перемир'я в липні 1921 року
У грудні 1920 року весь DDSB був переданий з командування британської армії до цивільного командування під керівництвом заступника комісара поліції, генерала Ормонда Вінтера, і після цього був відомий як «відділення D» у Дублінському замку. У січні 1921 року досвідчений співробітник МІ-6 Девід Бойл прибув до Дублінського замку, щоб взяти на себе повсякденне управління відділом D. Колишній командир підрозділу, полковник Вілсон, подав у відставку на знак протесту проти того, що його відібрали. Відділення D процвітало під керівництвом Бойля.
Чистий вплив страйку Коллінза під час Кривавої неділі 21 листопада 1920 року був зовсім незначним, хоча ІРА не виступала проти професіоналів MI5, а натомість лише проти швидко навченого загону аматорської армії «D-Listers». Того дня змішані сили британської армії, Королівської ірландської поліцейської служби та чорно-підпалих військ у відповідь без розбору розстріляли 14 мирних жителів під час матчу з гельського футболу в Кроук Парк.
У 1921 році сер Уоррен Фішер, урядовий генеральний інспектор у справах державної служби, провів ретельний огляд діяльності та витрат Управління внутрішньої розвідки Безіла Томсона. Він опублікував гострий звіт, звинувачуючи Томсона у марнотраті грошей і ресурсів, а також у проведенні надлишкових і неефективних операцій. Невдовзі після цього під час приватної зустрічі з прем'єр-міністром Девідом Ллойд Джорджем сер Безіл Томсон був звільнений, а Управління внутрішньої розвідки було офіційно скасовано. Після того, як Томсон був усунений, Спеціальне відділення було повернуто під командування комісара відділу кримінальних розслідувань у Скотланд-Ярді. Лише тоді Вернон Келл зміг знову відновити МІ-5 і повернути її на колишнє місце головної внутрішньї шпигунської агенції Великої Британії.
MI5 діяла в Італії в міжвоєнний період і допомогла Беніто Муссоліні розпочати політичну діяльність із зарплатою в 100 фунтів стерлінгів на тиждень.
Ефективність MI5 у контршпигунстві знизилася з 1930-х років. Певною мірою воно стало жертвою власного успіху. Вона не змогла зламати спосіб мислення, який склався в 1910-х і 1920-х роках. Зокрема, вона не змогла пристосуватися до нових методів радянських спецслужб: Народного комісаріату внутрішніх справ (НКВС) і Головного розвідувального управління (ГРУ). Воно продовжувало мислити агентами, які намагалися б збирати інформацію просто шляхом спостереження чи підкупу або агітувати в трудових організаціях і збройних силах, видаючи себе за звичайних громадян. Тим часом НКВД розробило більш витончені методи; він почав вербувати агентів із вищих класів (особливо з Кембриджського університету), яких він розглядав як довгострокову інвестицію. Таким агентам НКВД вдалося отримати посади в уряді, а у випадку Кіма Філбі — в самій британській розвідці, звідки вони могли надавати НКВС конфіденційну інформацію. Найуспішніший з цих агентів; Гарольд «Кім» Філбі, Дональд Маклін, Гай Берджесс, Ентоні Блант і Джон Кернкросс ; залишалися непоміченими до закінчення Другої світової війни і стали відомі як Кембриджська п'ятірка.

### Друга світова війна
Однією з перших дій Вінстона Черчилля після приходу до влади на початку 1940 року було звільнення багаторічного керівника агентства Вернона Келла. Його спочатку замінив неефективний бригадний генерал А. В. А. Харкер, виконуючий обов'язки генерального директора. Гаркера, у свою чергу, швидко замінив Девід Петрі, співробітник Секретної розвідувальної служби (SIS), а Харкер залишився його заступником. Із закінченням Битви за Британію та відмовою від планів вторгнення (про що правильно повідомили як SIS, так і проект Bletchley Park Ultra), страх шпигунів зменшився, і політика інтернування поступово була змінена. Це послабило тиск на MI5 і дозволило їй зосередитися на своєму головному успіху під час війни, так званій системі «подвійного перехрестя» . Це була система, заснована на внутрішній записці, складеній офіцером MI5 у 1936 році, яка критикувала давню політику арешту та відправлення до суду всіх ворожих агентів, виявлених MI5. Кілька запропонували втекти до Британії, коли їх захоплять; до 1939 року такі прохання незмінно відхилялися. У меморандумі проголошувалося спроби «перетворити» полонених агентів, де це можливо, і використовувати їх для введення в оману ворожих розвідувальних служб. Ця пропозиція була перетворена в масову і добре налагоджену систему обману під час Другої світової війни.
Починаючи з упіймання агента на ім'я Артур Оуенс під кодовою назвою «Сніг», MI5 почала пропонувати ворожим агентам можливість уникнути судового переслідування (і, отже, можливості смертної кари), якщо вони будуть працювати як британські подвійні агенти. Агенти, які погодилися на це, були під наглядом MI5 у передачі фальшивих «розвідданих» назад до німецької секретної служби, Абверу . Це вимагало масштабних організаційних зусиль, оскільки інформація мала виглядати цінною, але насправді вводити в оману. Для надання цієї інформації було сформовано комітет високого рівня — Раду бездротового зв'язку. Повсякденну роботу було доручено підкомітету, Комітету двадцяти (так називається тому, що римські цифри двадцяти, XX, утворюють подвійний хрест). Система виявилася надзвичайно успішною. Післявоєнний аналіз записів німецької розвідки показав, що з близько 115 агентів, націлених проти Британії під час війни, усі, крім одного (який покінчив життя самогубством), були успішно ідентифіковані та спіймані, а кількох «перетворили» на подвійних агентів. Система зіграла важливу роль у масштабній кампанії обману, яка передувала висадці в день Д, спрямованій на те, щоб дати німцям хибне уявлення про місце та час висадки (див. операцію "Стійкість ").
У той час як подвійна робота мала справу з ворожими агентами, надісланими до Британії, менш масштабна операція, яку проводив Віктор Ротшильд, була спрямована на британських громадян, які хотіли допомогти Німеччині. Під час операції «П'ята колона» офіцер МІ-5 Ерік Робертс маскувався під людину гестапо в Лондоні, заохочуючи прихильників нацистів передавати йому інформацію про людей, які були б готові допомогти Німеччині в разі вторгнення. Коли його новобранці почали привозити розвіддані, він пообіцяв передати їх до Берліна. Операція викликала глибокі суперечки в МІ-5, опоненти стверджували, що вона рівнозначна захопленню. До кінця війни Робертс ідентифікував близько 500 осіб. Але MI5 вирішила не переслідувати, а натомість приховала роботу, навіть нагородивши деяких із новобранців Робертса нацистськими медалями. Їм ніколи не говорили правди.
Усі іноземці, які в'їжджали до країни, проходили обробку в Лондонському центрі прийому (LRC) у Royal Victoria Patriotic Building, яким керував підрозділ B1D MI5; 30 тис. було перевірено в LRC. Полонених ворожих агентів доставили до табору 020, Latchmere House, для допиту. Цим командував полковник Робін Стівенс. Існував резервний табір, табір 020R, у Хантеркомбі, який використовувався в основному для тривалого утримання в'язнів.
Вважається, що двоє офіцерів МІ-5 брали участь у «м'якому допиті», проведеному високопоставленому нацисту Генріху Гіммлеру після його арешту на військовому блокпосту в північнонімецькому селі Бремерверде в травні 1945 року. Згодом Гіммлер покінчив із собою під час медичного огляду британським офіцером за допомогою капсули з ціанідом, яку він заховав у роті. Один з офіцерів МІ5, Сідні Генрі Ноукс з Корпусу розвідки, згодом отримав дозвіл зберегти брекети Гіммлера та підроблений документ, який посвідчив його особу, що призвело до його арешту.

### Після Другої світової війни
Особиста відповідальність прем'єр-міністра за службу була делегована міністру внутрішніх справ Девіду Максвеллу-Файфу в 1952 році, згідно з директивою, виданою міністром внутрішніх справ, яка встановлювала роль і цілі генерального директора. У 1989 році після прийняття Закону про Службу безпеки цю службу було переведено на законну основу. Це було перше урядове підтвердження існування служби.
Післявоєнний період був важким для служби, із суттєвими змінами в загрозі з початком холодної війни, викликом надзвичайно активного КДБ, збільшенням кількості конфліктів у Північній Ірландії та міжнародного тероризму . Незважаючи на те, що про успіхи служби поки що мало що оприлюднено, у розвідці була низка провалів, які створили збентеження як для служби, так і для уряду. Наприклад, у 1983 році один із його офіцерів, Майкл Беттані, був спійманий на спробі продати інформацію КДБ. Згодом його засудили за шпигунство.
Після справи Майкла Беттані, Філіп Вудфілд був призначений радником персоналу служб безпеки та розвідки. Його роль полягала в тому, щоб бути доступним для консультацій з будь-яким членом або колишнім співробітником служб безпеки та розвідки, який мав «занепокоєння, пов'язані з роботою його або її служби», яке було неможливо подолати за допомогою звичайних процесів. стосунків між керівництвом і персоналом, у тому числі пропозиції щодо публікацій.
Служба відіграла важливу роль у розкритті великої радянської шпигунської мережі на початку 1970-х років, коли 105 співробітників радянського посольства, яких було відомо або підозрювано в причетності до розвідувальної діяльності, було вислано з країни в 1971 році
У середині 1980-х років стало відомо про один епізод за участю МІ5 і BBC . Офіцер MI5 Ронні Стонхем мав офіс у BBC і брав участь у процедурах перевірки.
Суперечка виникла, коли було стверджено, що служба стежить за профспілками та лівими політиками. На лейбористського прем'єр-міністра Гарольда Вілсона зберігалася справа з 1945 року, коли він став членом парламенту (МП), хоча офіційний історик агентства Крістофер Ендрю стверджує, що його побоювання щодо змови та підслуховування MI5 були необґрунтованими. Будучи міністром внутрішніх справ, депутат від Лейбористської партії Джек Стро виявив існування свого власного досьє, яке датується його днями студентства-радикала.
Однією з найбільш значних і далекосяжних невдач була нездатність переконливо виявити та затримати шпигунську групу «Кембриджської п'ятірки», яка сформувалася в міжвоєнні роки та досягла великих успіхів у проникненні в уряд і самі розвідувальні служби. З цією невдачею були пов'язані припущення про проникнення високого рівня в службу, Пітер Райт (особливо в його суперечливій книзі "Ловець шпигунів ") та інші вважали, що докази причетні до цього колишнього генерального директора Роджера Холліса або його заступника Грема Мітчелла . Розслідування Trend 1974 року визнало це звинувачення недоведеним, і цю думку пізніше підтримав колишній офіцер КДБ Олег Гордієвський . Інша шпигунська група, Портлендська шпигунська мережа, викрита після доносу радянським перебіжчиком Майклом Голєневським, призвела до широкомасштабної операції спостереження MI5.У 1991 році MI5 вперше оприлюднила свого керівника та розсекретила деяку інформацію, «таку як кількість співробітників та організаційну структуру».
Проти MI5 висунули серйозні звинувачення в тому, що вона не виконала своїх зобов'язань щодо догляду за колишніми поліцейськими агентами, які проникли до Тимчасової ІРА під час Смути . Двоє найвідоміших агентів, Мартін Макгартленд і Реймонд Гілмор, продовжували проживати в Англії, використовуючи фальшиві особи, і в 2012 році розпочали тестові справи проти агентства. Обидва чоловіки заявили журналісту Ліаму Кларку в Belfast Telegraph, що їх покинула МІ-5 і «залишили на місці, незважаючи на серйозні проблеми зі здоров'ям у результаті їхньої роботи та щедрі обіцянки догляду протягом усього життя від їхніх колишніх керівників розвідки». Обидва чоловіки страждають на посттравматичний стресовий розлад (ПТСР).
Після вторгнення Сполучених Штатів до Афганістану 9 січня 2002 року в Баграм прибули перші співробітники МІ-5. 12 січня 2002 року, після доповіді офіцера МІ6 про те, що затриманий раніше зазнав поганого поводження, офіцеру МІ6 було надіслано інструкції, які були скопійовані всім співробітникам МІ5 та МІ6 в Афганістані щодо того, як впоратися з проблемами поганого поводження, посилаючись на ознаки жорстокого поводження: «Зважаючи на те, що вони не знаходяться під нашою опікою чи контролем, закон не вимагає від вас втручання, щоб захистити це». Далі було сказано, що американці повинні зрозуміти, що Велика Британія не допускає такого жорстокого поводження, і що слід подати скаргу високопоставленому чиновнику США, якщо Сполучені Штати застосовували будь-який примус у зв'язку з інтерв'ю MI6.

### Роль MI5 у протидії тероризму

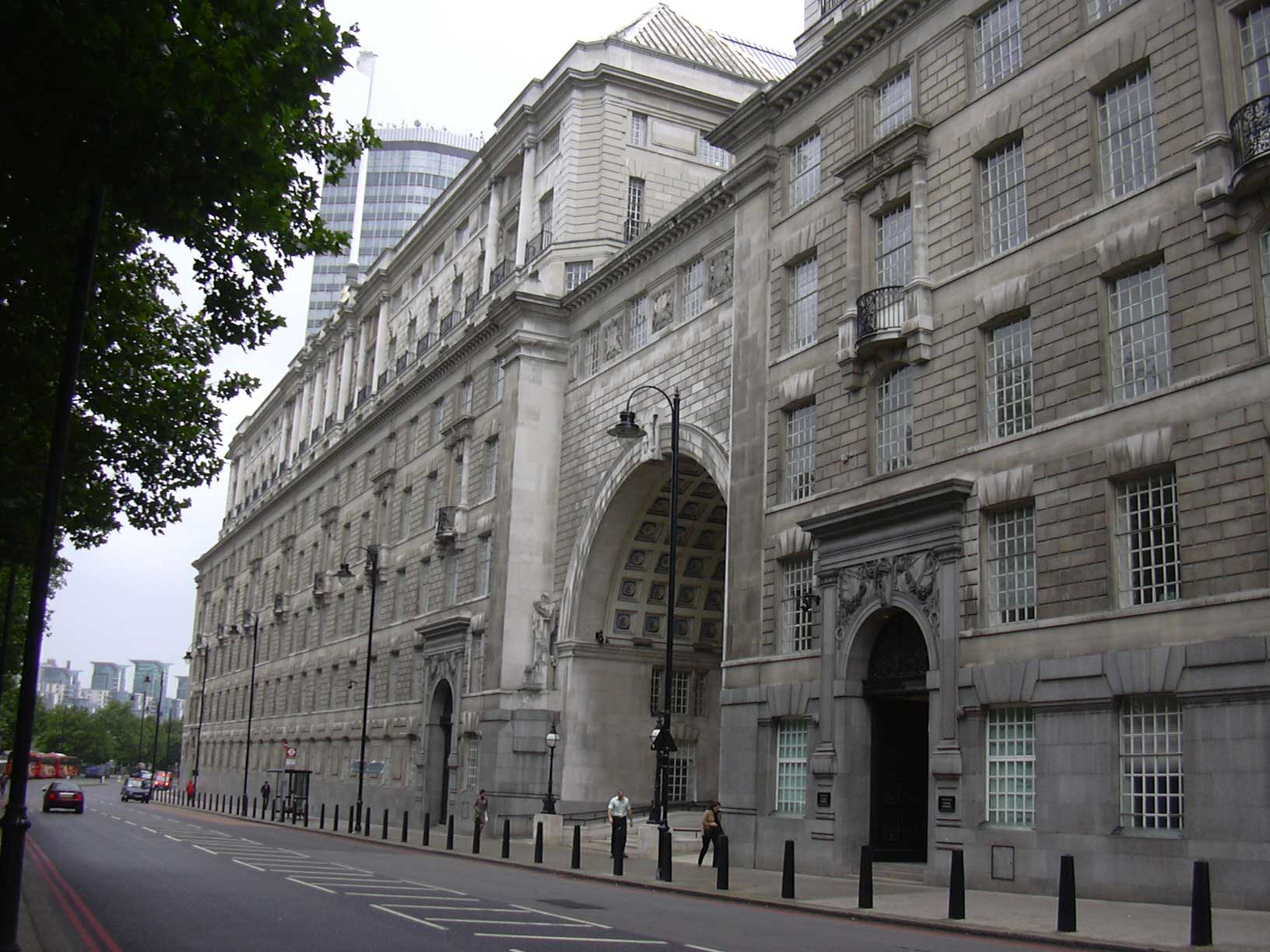
Частина Темз-Хаус

Закінчення холодної війни призвело до зміни акцентів у діяльності служби, взяття на себе відповідальності за розслідування всієї діяльності ірландських республіканців у Великій Британії та збільшення зусиль протидії іншим формам тероризму, особливо в останні роки більш широка загроза ісламського екстремізму.
Хоча британські сили безпеки в Північній Ірландії надавали підтримку в протистоянні як республіканським, так і лояльним воєнізованим групам з початку 1970-х років, республіканські джерела часто звинувачували ці сили в змові з лоялістами. У 2006 році розслідування урядового комітету Ірландії виявило, що у 1970-х роках існувала широка змова між британськими силами безпеки та лояльними терористами, що призвело до загибелі вісімнадцяти осіб. У 2012 році сером Десмондом де Сільва перевірка вбивства соліситора Патріка Фінукейна в Белфасті в 1989 році показала, що MI5 вступила в змову з Ольстерською оборонною асоціацією (UDA). Огляд показав, що в оцінках МІ5 розвідувальних даних UDA постійно зазначалося, що більшість надходили з джерел МІ5, а оцінка 1985 року виявила, що 85 % надходили від МІ5. Прем'єр-міністр Девід Кемерон погодився з висновками та вибачився від імені британського уряду, а також визнав значний рівень змови з лоялістами в його державних установах.
10 жовтня 2007 року головна відповідальність за розвідку національної безпеки в Північній Ірландії повернулася до Служби безпеки від Поліцейської служби Північної Ірландії (PSNI), яка була передана в 1976 році Королівській поліції Ольстера (RUC) під час Ольстеризації . У квітні 2010 року справжня ІРА підірвала замінований автомобіль біля Palace Barracks у графстві Даун, який є штаб-квартирою MI5 у Північній Ірландії, а також домом для 2-го батальйону Mercian Regiment .
Вважається, що MI5 має тісні робочі відносини зі Спеціальним підрозділом детективів Республіки Ірландія (SDU), відділом боротьби з тероризмом і контррозвідкою Garda Síochána (національної поліції), зокрема щодо загроз від дисидентського республіканського тероризму та ісламський тероризм.

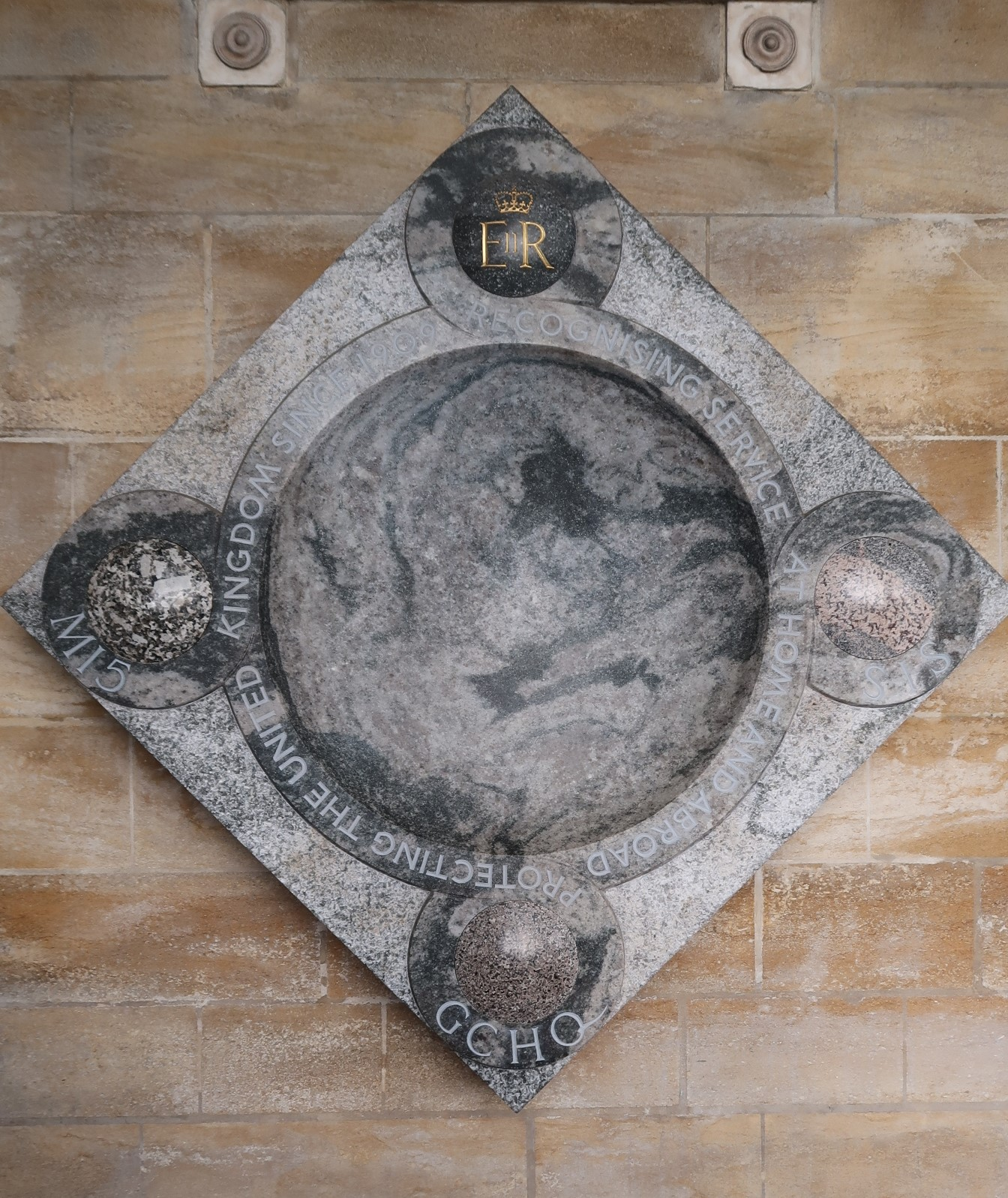
Визнання служби в країні та за кордоном, яка захищає Сполучене Королівство

Керівні групи зв'язку дозволяють MI5 безпечно ділитися секретними, конфіденційними та часто необробленими розвідданими з поліцією, на основі яких можна ухвалити рішення про те, як найкраще збирати докази та переслідувати підозрюваних у судах. Кожна організація працює в партнерстві протягом усього розслідування, але MI5 зберігає лідерство у зборі, оцінці та використанні розвідданих. Поліція бере на себе головну відповідальність за збір доказів, арешти та запобігання ризикам для населення.

### Важкий злочин
У 1996 році законодавство офіційно розширило статутні повноваження Служби безпеки, включивши підтримку правоохоронних органів у їхній роботі проти серйозних злочинів. Завдання були реактивними, діяли на запит правоохоронних органів, таких як Національна служба кримінальної розвідки (NCIS), для якої офіцери MI5 виконували електронне спостереження та підслуховування під час операції Trinity. Згодом ця роль була передана Агентству з боротьби з серйозною організованою злочинністю (SOCA), а потім Національному агентству з боротьби зі злочинністю (NCA).

### Спостереження
У 2001 році, після терактів 11 вересня в США, MI5 почала збирати масові дані телефонного зв'язку відповідно до малозрозумілих загальних повноважень Закону про телекомунікації 1984 року (замість Закону про регулювання слідчих повноважень 2000 року, який мав би забезпечити незалежний нагляд і регулювання). Це трималося в таємниці, доки міністр внутрішніх справ не оголосив у 2015 році Це повноваження було замінено Законом про повноваження щодо проведення слідчих дій 2016 року, який запровадив нові повноваження щодо спостереження, які контролює створена Комісія з повноважень щодо проведення слідчих дій (IPC).
У липні 2006 року парламентарій Норман Бейкер звинуватив британський уряд у «накопиченні інформації про людей, які не становлять небезпеки для цієї країни», після того, як з'ясувалося, що MI5 зберігає секретні файли на 272 000 осіб, що еквівалентно кожному 160 дорослому. Раніше було виявлено, що система «світлофор» працює з:
- Зелений: активний; близько 10 % файлів
- Жовтий: запити заборонені, додаткова інформація може бути додана; близько 46 % файлів
- Червоний: запити заборонені, істотна інформація не може бути додана; близько 44 % файлів.

### Участь офіцерів МІ5 у злочинній діяльності
У березні 2018 року уряд визнав, що офіцерам MI5 дозволено уповноважувати агентів на вчинення злочинної діяльності у Великій Британії. Мая Фоа, директор Reprieve, сказала: «Після семимісячної судової тяганини прем'єр-міністр нарешті була змушена опублікувати свій секретний наказ, але ми ще дуже далекі від прозорості. Громадськість і парламент все ще отримують відмову. вказівки, в яких зазначено, коли британські шпигуни можуть вчиняти кримінальні злочини та як далеко вони можуть зайти. Санкціонована злочинність є найбільш вторгливою силою, якою може володіти держава. Тереза Мей повинна опублікувати ці вказівки без зволікань».
У листопаді 2019 року чотири правозахисні організації заявили, що уряд Великої Британії проводить політику 1990-х років, яка дозволяє офіцерам MI5 дозволяти агентам або інформаторам брати участь у злочинах, а також імунізує їх від судового переслідування за кримінальні дії. Організації заявили, що політика дозволяла офіцерам MI5 дозволяти агентам і інформаторам брати участь у злочинній діяльності, яка захищала національну безпеку або економічний добробут Великої Британії. Організації звернулися до Трибуналу слідчих повноважень проти уряду Великої Британії, вимагаючи від нього визнати політику незаконною та видати судову заборону на подальшу «незаконну поведінку». У грудні 2019 року трибунал відхилив запит правозахисних організацій рішенням 3 проти 2. Згідно зі звітом Bloomberg, потенційна злочинна діяльність включає вбивства, викрадення та тортури.

### Звинувачення у змові під час тортур
У жовтні 2020 року Рангзіб Ахмед подав цивільний позов проти MI5, стверджуючи, що Міжвідомча розвідувальна служба Пакистану заарештувала його в 2006 році, і що MI5 змовилася під час тортур, надсилаючи запитання, які ставилися йому під тортурами в Пакистані. Високий суд відхилив цей позов 16 грудня 2020 року

## Будівлі
MI5 базувалася в Уотергейт-Хаусі на Стренді з 1912 по 1916 рік, після чого вона переїхала до більших об'єктів на Чарльз-стріт, 16, на час, що залишився після Першої світової війни . Після Першої світової війни він переїхав до менших приміщень на 73–75 Queen's Gate у 1919 році, а потім переїхав на 35 Cromwell Road у 1929 році, перш ніж перенестись на верхній поверх Південного кварталу Темз-Хаус на Millbank у 1934 році. Служба провела перший рік Другої світової війни в Wormwood Scrubs, перш ніж переїхати до палацу Бленхейм, Оксфордшир, у 1940 році Після Другої світової війни MI5 базувалася в Leconfield House (1945—1976) і 140 Gower Street (1976—1994, після знесення) до повернення до Thames House у 1994 році
Національна штаб-квартира в Thames House об'єднує персонал з кількох місць в єдину штаб-квартиру: Thames House також містить Об'єднаний центр аналізу тероризму (JTAC), підпорядковану організацію Службі безпеки; до березня 2013 року в Thames House додатково містилося Офіс Північної Ірландії (NIO). Служба має офіси по всій Великій Британії, включаючи штаб-квартиру в Північній Ірландії.
Фірма, яка його побудувала, оприлюднила деталі північного операційного центру у Великому Манчестері .

## Генеральні директори Служби безпеки

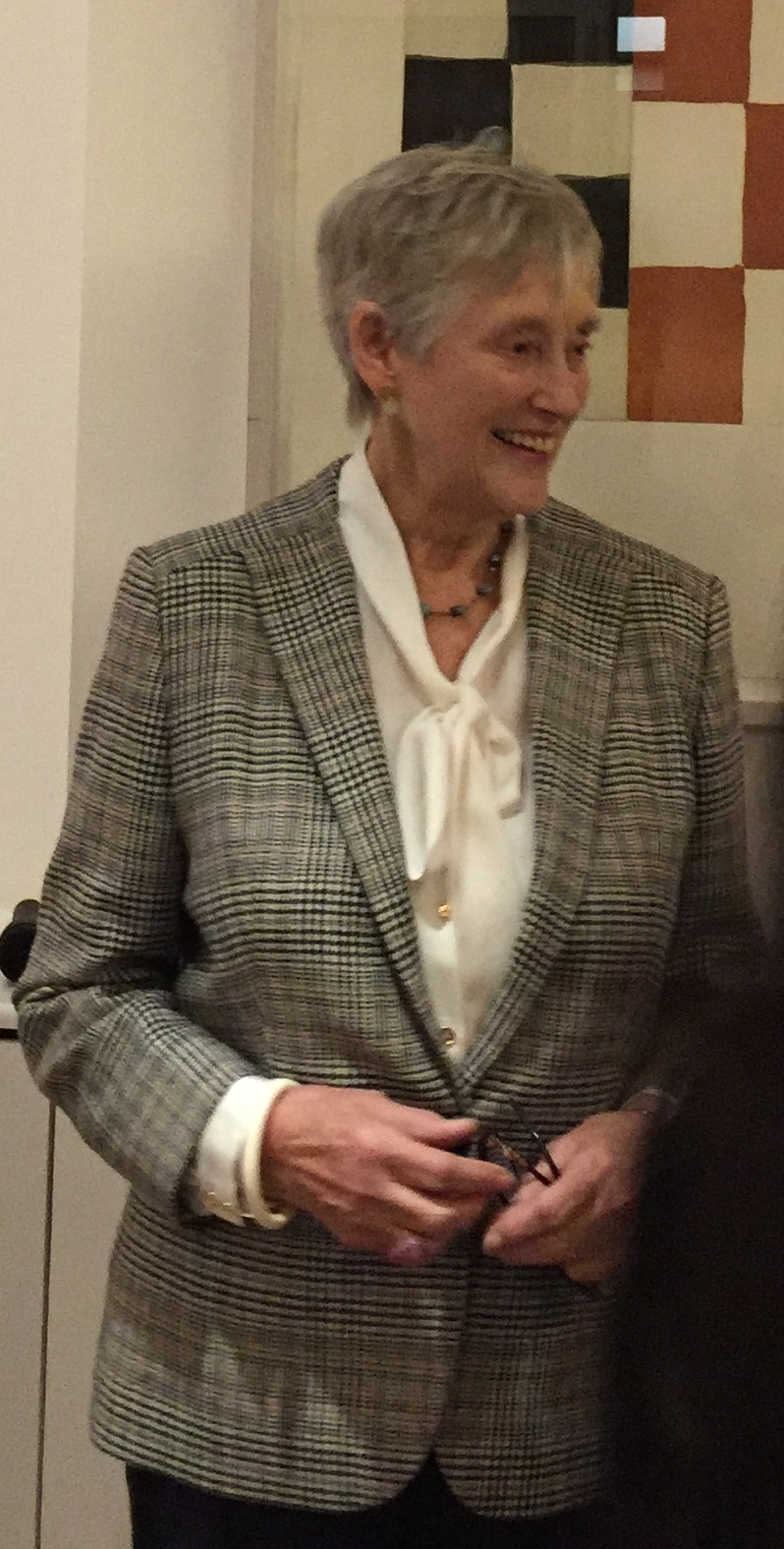
Дама Стелла Рімінгтон, перша жінка -генеральний директор MI5

- 1909—1940: сер Вернон Келл (нар. 1873 — пом. 1942)
- 1940—1941: Освальд Аллен Харкер (нар. 1886 — пом. 1968)
- 1941—1946: сер Девід Петрі (нар. 1879 — пом. 1961)
- 1946—1953: сер Персі Сілліто (нар. 1888 — пом. 1962)
- 1953—1956: Дік Вайт (нар. 1906 — пом. 1993)
- 1956—1965: Роджер Холліс (нар. 1905 — пом. 1973)
- 1965—1972: Мартін Фернівал Джонс (нар. 1912 — пом. 1997)
- 1972—1979: Майкл Хенлі (нар. 1918 — пом. 2001)
- 1979—1981: Говард Сміт (нар. 1919 — пом. 1996)
- 1981—1985: Джон Джонс (нар. 1923 — пом. 1998)
- 1985—1988: Ентоні Дафф (нар. 1920 — пом. 2000)
- 1988—1992: Патрік Вокер (нар. 1932 — пом. 2021)
- 1992—1996: Стелла Рімінгтон (нар. 1935)
- 1996—2002: Стівен Лендер (нар. 1947)
- 2002—2007: Еліза Меннінгем-Буллер (нар. 1948)
- 2007—2013: Джонатан Еванс (нар. 1958)
- 2013—2020: Ендрю Паркер (нар. 1962)
- 2020–тепер: Кен Маккаллум

## Попередні назви Служби безпеки
Хоча її зазвичай називають «МІ5», це була офіційна назва Служби лише протягом тринадцяти років (1916—1929), але вона все ще використовується як підзаголовок на різних сторінках офіційного веб-сайту Служби безпеки, а також у їх веб-адресу (https://www.MI5.gov.uk ).
- Жовтень 1909: засновано як Головний відділ Бюро секретної служби ;
- Квітень 1914: став підрозділом Директорату військових операцій військового відомства, розділ 5 (MO5) — MO5(g);
- Вересень 1916: став підрозділом військової розвідки 5 — MI5;
- 1929: перейменовано на Службу безпеки оборони;
- 1931: перейменовано на Службу безпеки.

### Назва для прикриття
Відомо, що MI5 іноді використовує Управління планування урядового зв'язку (GCPD) як прикриття, наприклад, коли спонсорує дослідження.

## Герб
Шаблон:Infobox COA wide